# Yūki Takahashi
Yūki Takahashi (高橋 裕紀?, Takahashi Yūki; Saitama, 12 luglio 1984) è un pilota motociclistico giapponese, ritiratosi dall'attività agonistica.
Anche suo fratello, Kōki Takahashi, ha corso come pilota professionista.

## Carriera
Il suo numero di gara è stato il 55 dal 2005 al 2007, poi ha usato il 72. Esordisce nella classe 125 del motomondiale nel 2001, nel Gran Premio del Pacifico con la E-NER, ritirandosi. Nel 2002 corre nella classe 250 con una Honda lo stesso Gran Premio, terminando 3º e ottenendo il 21º posto finale con 16 punti. Nel 2003 corre due Gran Premi, sempre come wildcard, ottenendo un terzo posto in Giappone e il 18º posto finale con 29 punti. Nel 2004 corre un Gran Premio, come wildcard, terminando 5º e ottenendo il 25º posto finale con 11 punti. Nel 2005 diventa pilota titolare del team Scot, con compagno di squadra Andrea Dovizioso, ottenendo come miglior risultato un quarto posto in Giappone e l'11º posto finale con 77 punti.
Nel 2006 ottiene due vittorie (Francia e Germania) e termina la stagione al 6º posto con 156 punti. In questa stagione è stato costretto a saltare i GP di Repubblica Ceca e Comunità Valenciana, il primo per la frattura del braccio sinistro rimediata nelle prove della 8 ore di Suzuka, il secondo posto per varie fratture rimediate nelle prove libere del Gran Premio.
Nel 2007 ottiene come miglior risultato due quarti posti (Gran Bretagna e Giappone) e termina la stagione 11º con 90 punti. Inoltre è costretto a saltare i GP di Cina e Francia per un infortunio. Nel 2008 fa parte del JiR Team Scot e ottiene due secondi posti (Rimini e Comunità Valenciana) e un terzo posto in Spagna e termina la stagione al 5º posto con 167 punti. Nel 2009 esordisce nella classe MotoGP, restando nel team Scot, dove ha preso il posto di Dovizioso (passato nel frattempo nel team Repsol Honda). Il 1º luglio, però, a causa di problemi di natura economica e per via dell'ingaggio di Gábor Talmácsi avvenuto un mese prima, Il team Scot ha deciso di continuare a gareggiare con il pilota ungherese a partire dal Gran Premio degli Stati Uniti, mentre il contratto di Takahashi è stato rescisso, comportandone così l'uscita anticipata dal motomondiale. In queste sette gare che ha corso ha ottenuto nove punti, con il 21º posto finale, e un dodicesimo posto in Spagna come miglior risultato.
Nel 2010 viene ingaggiato dal team Tech 3 in Moto2, il compagno di squadra è Raffaele De Rosa. Il 4 luglio 2010 vince il Gran Premio di Catalogna, a Barcellona, precedendo lo svizzero Thomas Lüthi e lo spagnolo Julián Simón. In questo frangente ottiene la prima vittoria per la Mistral 610. Ottiene anche un secondo posto in Repubblica Ceca. Termina la stagione al 12º posto con 86 punti.
Nel 2011 passa al team Gresini Racing Moto2 con una Moriwaki MD600, il compagno di squadra è Michele Pirro. Ottiene un secondo posto in Francia e un terzo posto in Portogallo e termina la stagione all'11º posto con 77 punti. Nel 2012 passa al team Forward Racing, iniziando la stagione alla guida di una Suter MMX per poi passare dal GP d'Olanda ad una FTR M212; il compagno di squadra è Alex De Angelis. Ottiene come miglior risultato un quattordicesimo posto in Comunità Valenciana e termina la stagione al 28º posto con 5 punti. Nel 2013 passa al team Idemitsu Honda Asia, che gli affida una Moriwaki. Viene sostituito dopo il Gran Premio di Gran Bretagna da Azlan Shah. Nel 2014  corre in Giappone in Moto2 come wildcard a bordo di una Moriwaki, senza ottenere punti. Nel 2015 corre di nuovo in Giappone in Moto2 come wildcard sempre a bordo di una Moriwaki, in quest'occasione chiude la gara al quattordicesimo posto, ottenendo due punti.
Nel 2019 partecipa ai Gran Premi di Spagna a Jerez e Misano in sella ad una Honda CBR1000RR del team Moriwaki-Althea Honda in sostituzione dell'infortunato Leon Camier. ottiene undici punti che gli consentono di chiudere al ventitreesimo posto in classifica piloti. Nel dicembre del 2023 annuncia il suo ritiro dall'attività agonistica, rimanendo nel mondo del motociclismo per dedicarsi alla crescita dei giovani talenti giapponesi.

## Risultati in gara

### Motomondiale
| 2001 | Classe | Moto  |  |  |  |  |  |  |  |  |  |  |  |  |     |  |  |  |  |  | Punti | Pos. |
| ---- | ------ | ----- |  |  |  |  |  |  |  |  |  |  |  |  | --- |  |  |  |  |  | ----- | ---- |
| 2001 | 125    | E-NER |  |  |  |  |  |  |  |  |  |  |  |  | Rit |  |  |  |  |  | 0     |      |

| 2002 | Classe | Moto  |  |  |  |  |  |  |  |  |  |  |  |  |   |  |  |  |  |  | Punti | Pos. |
| ---- | ------ | ----- |  |  |  |  |  |  |  |  |  |  |  |  | - |  |  |  |  |  | ----- | ---- |
| 2002 | 250    | Honda |  |  |  |  |  |  |  |  |  |  |  |  | 3 |  |  |  |  |  | 16    | 21º  |

| 2003 | Classe | Moto  |   |  |  |  |  |  |  |  |  |  |  |  |   |  |  |  |  |  | Punti | Pos. |
| ---- | ------ | ----- | - |  |  |  |  |  |  |  |  |  |  |  | - |  |  |  |  |  | ----- | ---- |
| 2003 | 250    | Honda | 3 |  |  |  |  |  |  |  |  |  |  |  | 4 |  |  |  |  |  | 29    | 18º  |

| 2004 | Classe | Moto  |  |  |  |  |  |  |  |  |  |  |  |   |  |  |  |  |  |  | Punti | Pos. |
| ---- | ------ | ----- |  |  |  |  |  |  |  |  |  |  |  | - |  |  |  |  |  |  | ----- | ---- |
| 2004 | 250    | Honda |  |  |  |  |  |  |  |  |  |  |  | 5 |  |  |  |  |  |  | 11    | 25º  |

| 2005 | Classe | Moto  |     |   |    |    |     |   |    |    |     |   |     |   |   |   |     |     |   |  | Punti | Pos. |
| ---- | ------ | ----- | --- | - | -- | -- | --- | - | -- | -- | --- | - | --- | - | - | - | --- | --- | - |  | ----- | ---- |
| 2005 | 250    | Honda | Rit | 7 | 10 | 10 | Rit | 7 | 15 | NE | Rit | 9 | Rit | 4 | 7 | 8 | Rit | Rit | 7 |  | 77    | 11º  |

| 2006 | Classe | Moto  |   |   |   |   |   |   |   |   |   |   |    |     |   |     |     |   |    |  | Punti | Pos. |
| ---- | ------ | ----- | - | - | - | - | - | - | - | - | - | - | -- | --- | - | --- | --- | - | -- |  | ----- | ---- |
| 2006 | 250    | Honda | 4 | 9 | 5 | 5 | 1 | 4 | 7 | 6 | 7 | 1 | NE | Inf | 4 | Rit | Rit | 6 | NQ |  | 156   | 6º   |

| 2007 | Classe | Moto  |   |   |     |    |     |    |     |   |    |   |    |     |   |     |   |    |   |   | Punti | Pos. |
| ---- | ------ | ----- | - | - | --- | -- | --- | -- | --- | - | -- | - | -- | --- | - | --- | - | -- | - | - | ----- | ---- |
| 2007 | 250    | Honda | 7 | 8 | Rit | NP | Inf | 11 | Rit | 4 | 10 | 8 | NE | Rit | 9 | Rit | 4 | 10 | 9 | 8 | 90    | 11º  |

| 2008 | Classe | Moto  |   |   |   |   |   |     |    |   |   |   |    |   |   |    |   |   |   |   | Punti | Pos. |
| ---- | ------ | ----- | - | - | - | - | - | --- | -- | - | - | - | -- | - | - | -- | - | - | - | - | ----- | ---- |
| 2008 | 250    | Honda | 5 | 3 | 6 | 7 | 4 | Rit | 12 | 9 | 8 | 9 | NE | 6 | 2 | AN | 6 | 7 | 4 | 2 | 167   | 5º   |

| 2009 | Classe | Moto  |    |     |    |    |     |     |    |  |  |  |  |  |  |  |  |  |  |  | Punti | Pos. |
| ---- | ------ | ----- | -- | --- | -- | -- | --- | --- | -- |  |  |  |  |  |  |  |  |  |  |  | ----- | ---- |
| 2009 | MotoGP | Honda | 15 | Rit | 12 | 13 | Rit | Rit | 15 |  |  |  |  |  |  |  |  |  |  |  | 9     | 20º  |

| 2010 | Classe | Moto   |     |   |     |   |    |    |   |     |    |   |    |     |    |   |     |    |    |    | Punti | Pos. |
| ---- | ------ | ------ | --- | - | --- | - | -- | -- | - | --- | -- | - | -- | --- | -- | - | --- | -- | -- | -- | ----- | ---- |
| 2010 | Moto2  | Tech 3 | Rit | 4 | Rit | 8 | 18 | 10 | 1 | Rit | NE | 2 | 26 | Rit | 12 | 6 | Rit | 17 | 26 | 18 | 86    | 12º  |

| 2011 | Classe | Moto     |   |     |   |   |     |   |     |    |     |    |    |    |   |    |    |    |     |     | Punti | Pos. |
| ---- | ------ | -------- | - | --- | - | - | --- | - | --- | -- | --- | -- | -- | -- | - | -- | -- | -- | --- | --- | ----- | ---- |
| 2011 | Moto2  | Moriwaki | 5 | Rit | 3 | 2 | Rit | 7 | Rit | 14 | Rit | NE | 12 | 25 | 7 | 31 | 30 | 10 | Rit | Rit | 77    | 11º  |

| 2012 | Classe | Moto        |    |    |     |    |    |    |    |     |    |    |    |    |     |    |    |    |    |    | Punti | Pos. |
| ---- | ------ | ----------- | -- | -- | --- | -- | -- | -- | -- | --- | -- | -- | -- | -- | --- | -- | -- | -- | -- | -- | ----- | ---- |
| 2012 | Moto2  | Suter e FTR | 19 | 21 | Rit | 17 | 21 | 25 | 20 | Rit | 17 | NE | 27 | 18 | Rit | 22 | 15 | 15 | 15 | 14 | 5     | 28º  |

| 2013 | Classe | Moto     |    |    |    |    |    |    |    |    |    |    |    |    |  |  |  |  |  |  | Punti | Pos. |
| ---- | ------ | -------- | -- | -- | -- | -- | -- | -- | -- | -- | -- | -- | -- | -- |  |  |  |  |  |  | ----- | ---- |
| 2013 | Moto2  | Moriwaki | 23 | 18 | 22 | 17 | 23 | 20 | 25 | 18 | NE | 21 | 17 | 22 |  |  |  |  |  |  | 0     |      |

| 2014 | Classe | Moto     |  |  |  |  |  |  |  |  |  |  |  |  |  |  |    |  |  |  | Punti | Pos. |
| ---- | ------ | -------- |  |  |  |  |  |  |  |  |  |  |  |  |  |  | -- |  |  |  | ----- | ---- |
| 2014 | Moto2  | Moriwaki |  |  |  |  |  |  |  |  |  |  |  |  |  |  | 26 |  |  |  | 0     |      |

| 2015 | Classe | Moto     |  |  |  |  |  |  |  |  |  |  |  |  |  |  |    |  |  |  | Punti | Pos. |
| ---- | ------ | -------- |  |  |  |  |  |  |  |  |  |  |  |  |  |  | -- |  |  |  | ----- | ---- |
| 2015 | Moto2  | Moriwaki |  |  |  |  |  |  |  |  |  |  |  |  |  |  | 14 |  |  |  | 2     | 27º  |

| Legenda | 1º posto        | 2º posto            | 3º posto            | A punti      | Senza punti        | Grassetto – Pole position Corsivo – Giro più veloce |
| Legenda | Gara non valida | Non qual./Non part. | Ritirato/Non class. | Squalificato | '-' Dato non disp. | Grassetto – Pole position Corsivo – Giro più veloce |

### Campionato mondiale Superbike
| 2019 | Moto  |  |  |  |  |  |  |  |  |  |  |  |  |  |  |  |     |    |    |   |    |     |  |  |  |  |  |  |  |  |  |  |  |  |  |  |  |  |  |  |  |  |  | Punti | Pos. |
| ---- | ----- |  |  |  |  |  |  |  |  |  |  |  |  |  |  |  | --- | -- | -- | - | -- | --- |  |  |  |  |  |  |  |  |  |  |  |  |  |  |  |  |  |  |  |  |  | ----- | ---- |
| 2019 | Honda |  |  |  |  |  |  |  |  |  |  |  |  |  |  |  | Rit | 14 | 13 | 8 | 14 | Rit |  |  |  |  |  |  |  |  |  |  |  |  |  |  |  |  |  |  |  |  |  | 11    | 23º  |

| Legenda | 1º posto        | 2º posto            | 3º posto           | A punti      | Senza punti        | Grassetto – Pole position Corsivo – Giro più veloce |
| Legenda | Gara non valida | Non qual./Non part. | Ritirato/Non class | Squalificato | '-' Dato non disp. | Grassetto – Pole position Corsivo – Giro più veloce |